# Dorfkirche Pantlitz

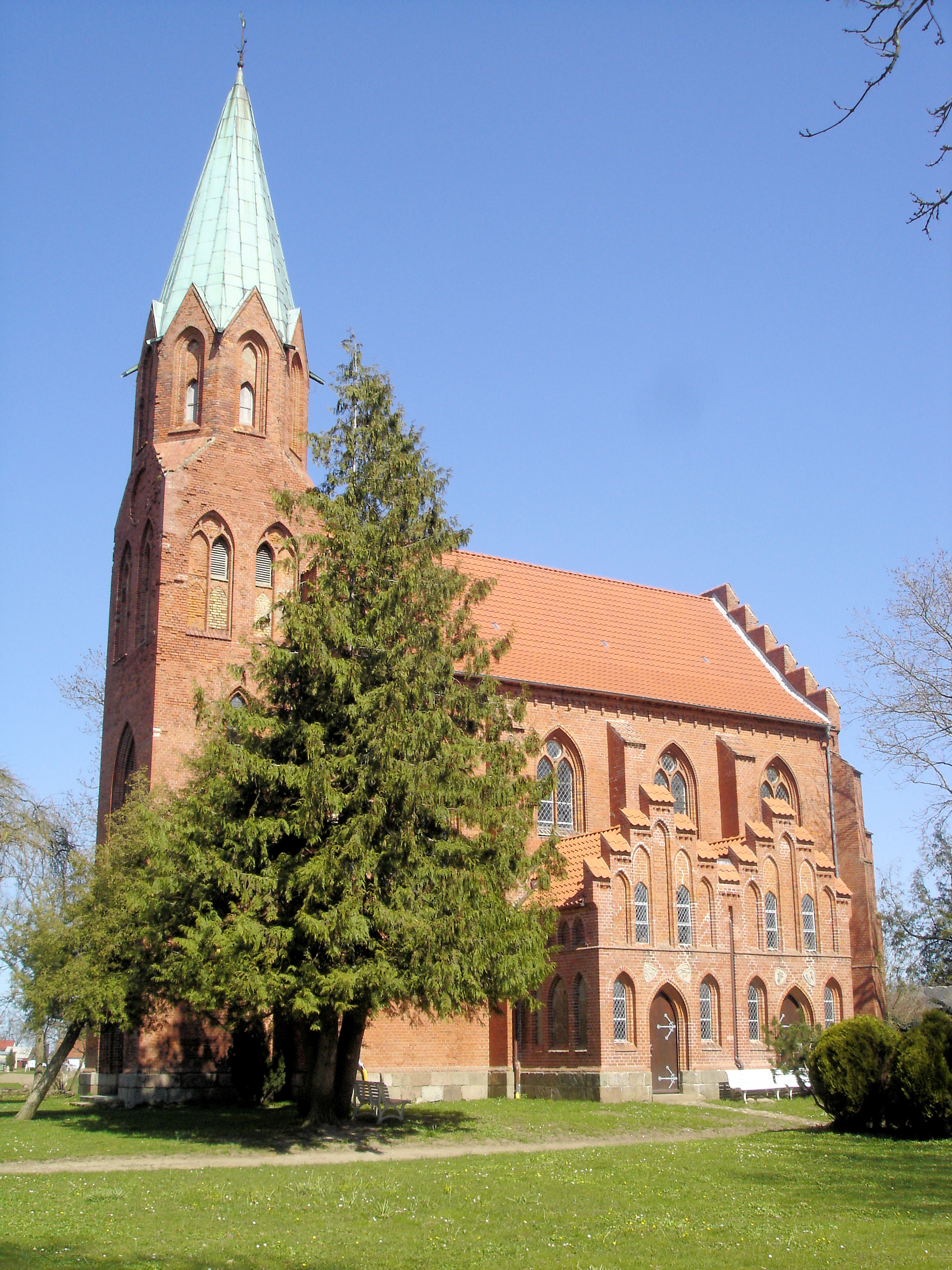
Dorfkirche Pantlitz

Die Kirche Pantlitz ist eine aus dem 19. Jahrhundert stammende Dorfkirche im vorpommerschen Pantlitz, einem Ortsteil der Gemeinde Ahrenshagen-Daskow. Sie ist seit 2006 Vorpommerns erste Radfahrerkirche.

## Geschichte
Bereits im Mittelalter gab es eine Kirche in Pantlitz, ein Pfarrer ist für 1341 belegt. Im Jahre 1583 wird die Kirche als „gantz bau fällig ist, und nichts duget, und woll nötig eine andere neue Kirche zu bauen“ beschrieben, 1669 dann als „nunmehr ziml. repariret“ bezeichnet, wie die jeweiligen Kirchenmatrikel bezeugen. Im Jahre 1689 erfolgte der Abriss der alten Kirche. An ihrer Stelle wurde eine kleine Fachwerkkirche mit Turm gebaut. Der Turm war bereits vor 1744 so baufällig, dass er abgerissen und die beiden Glocken in einem Glockenstuhl aufgehängt wurden. 1818 wird die Kirche beschrieben. Sie war in „den Ständern 9 Ellen hoch, die Länge desselben beträgt mit Einschluß des Kirchenchores 40 Ellen. Die Breite enthält 15 Ellen und eine halbe. Die Breite des Chores aber 10 1/4 Ellen. ... Vor der Kanzel ist das Pantlitzer Patronatsgewölbe. Über dem Eingang in dasselbe liegt ein großer Grabstein.“ Im Jahr darauf wurde die Kirche umfassend saniert.
Im Jahre 1858 reifte der Entschluss, eine neue Kirche zu errichten. Verschiedene Gründe, u. a. die Kriege 1864 und 1866, verzögerten die Bauarbeiten, die schließlich erst 1867 in Angriff genommen wurde. Die Pläne schuf der Stralsunder Stadtbaumeisters Ernst von Haselberg, die Weihe fand am 20. Mai 1869 statt. Das Patronat hatten seinerzeit die Familien von Stumpfeldt-Lilienanker aus Daskow sowie von Mecklenburg aus Pantlitz inne. Deren Allianzwappen sind noch am Patronatsanbau auf der Südseite zu erkennen. 1972 wurde die Kirche auf Grund ihrer Baufälligkeit aufgegeben und begann weiter zu zerfallen. Die Mehmel-Orgel wurde nach Wattmannshagen bei Güstrow verkauft. Schon zuvor wurden Einrichtungsgegenstände durch Vandalismus zerstört.

### Sanierung der Kirche
Nachdem die Kirche Anfang der 1970er Jahre gesprengt werden sollte, wird sie seit 1990 wiederhergestellt. Jedes Jahr im Juni findet in der Kirche ein bedeutendes Chortreffen statt, das Pantlitzer Burgwallsingen. Die Erlöse werden für die weiteren Arbeiten an dieser Kirche verwendet. Im Jahr 2005 konnten die Patronatsanbauten mit Hilfe von EU-Fördermitteln wieder instand gesetzt werden. Küche, sanitäre Einrichtung und ein Besprechungsraum ermöglichen heute die touristische Nutzung.

## Bauwerk
Die neugotische Backsteinkirche ist ein gut proportionierter Bau mit einem Polygonchor, dem Kirchenschiff mit abgestuften Strebepfeilern und zwei südlichen Vorbauten sowie einem hoch aufragenden Westturm mit achteckigem Turmhelm, der 1926–1927 mit Kupferblech gedeckt wurde. Chor und Schiff weisen gotische lanzettförmige Fenster, teils als Paare mit Scheitelokulus auf. Die östliche und westliche Wand des Schiffes haben eine Treppengiebel. Der Turm hat ein großes Westfenster sowie Fenster und Schallöffnungen in mehreren Etagen. In die Fensteröffnungen der Vorbauten wurden Grabstelen eingesetzt.
Im Kirchhof steht ein überwölbtes Kirchhofsportal mit den Brustbildern Martin Luthers und Philipp Melanchthons in Sgraffito. Neben der Kirche steht ein Kriegerdenkmal aus dem Jahre 1921.

## Ausstattung

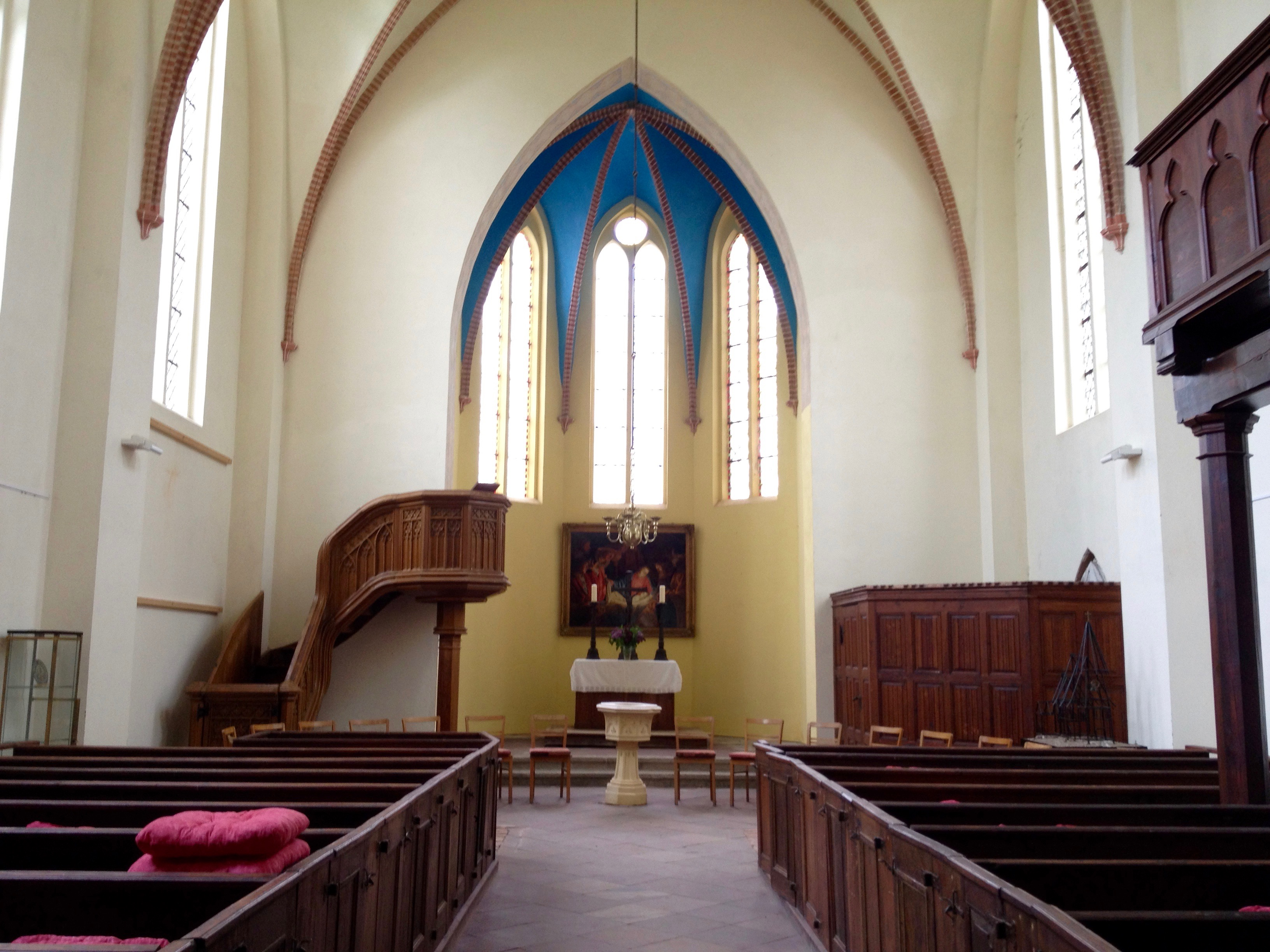
Altarraum

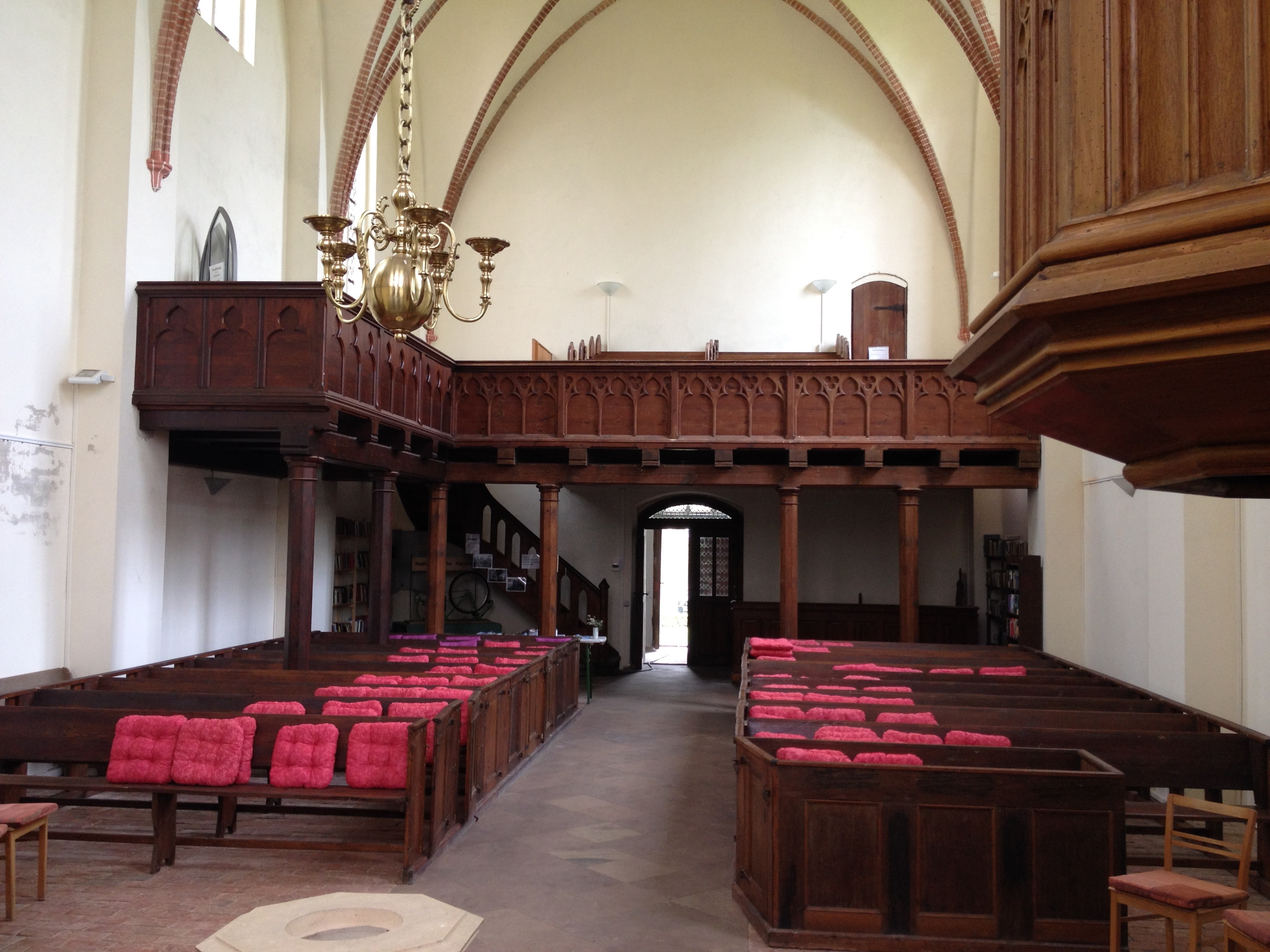
Empore

Aus der alten Kirche sind noch Glasmalereien vorhanden, außerdem kleine Figuren (u. a. der Apostel Paulus), die sich im Pfarrhaus Ahrenshagen befinden. In der dortigen Kirche hängen auch zwei aus Pantlitz stammende Epitaphe der Familie von Mörder.
Das Gewölbe weist Birnstabrippen auf Konsolen auf. Kanzel, Altar, Emporenbrüstung und der Sakristeiverschlag aus Holz stammen aus der Bauzeit. Die Taufe besteht aus Sandstein, jeweils mit Maßwerkformen. Die übrigen Einrichtungsgegenstände wurden nach 1972 zerstört bzw. in Ahrenshagen, die Reste der Orgel des Stralsunder Orgelbauers Friedrich Albert Mehmel, verkauft. Die Chorfenster sind von der Glasmalerei Oidtmann (Linnich), Rauten-Teppichmuster in Grisaillemalerei, mehrfarbige Maßwerkokuli. Das derzeitige Gestühl stammt zum größten Teil aus der evangelischen Kirche Damgarten. Reste des neugotischen Pantlitzer Gestühls sind noch in der Kirche erhalten.
Das in die Kirche gehörende Altarbild, Die Anbetung der Hirten des Niederländers Gerrit van Honthorst aus dem Jahr 1622, befindet sich heute als Dauerleihgabe im Pommerschen Landesmuseum in Greifswald. In der Kirche befindet sich eine Kopie des Bildes. Das Original wurde der Kirche von Hugo von Mecklenburg auf Pantlitz als Altarbild vermacht.

## Geläut
Die Kirche verfügt über eine Glocke aus Bronze, die 1869 von Carl Voß in Stettin gegossen wurde. Sie trägt vermutlich den Schlagton e′.

## Umgebung
Um die Kirche herum befindet sich ein Friedhof, auf dem Grabsteine der Familie von Stumpfeldt-Lilienanker erhalten sind. Vom Kirchturm aus sieht man den Burgwall, der in slawischer Zeit als Höhenburg entstand und von einigen als Ort der Schlacht an der Raxa angesehen wird. Unweit der Kirche befindet sich das Bodendenkmal eines mittelalterlichen Turmhügels mit umgebender Grabenanlage, ähnlich dem in Hessenburg.

## Kirchgemeinde
Pantlitz war bis etwa 1687 eigenständige Gemeinde, ist seitdem mit Ahrenshagen verbunden. Die evangelische Kirchgemeinde Ahrenshagen-Lüdershagen gehört seit 2012 zur Propstei Stralsund im Pommerschen Evangelischen Kirchenkreis der Evangelisch-Lutherischen Kirche in Norddeutschland. Vorher gehörte sie zum Kirchenkreis Stralsund der Pommerschen Evangelischen Kirche.